# Kulla pastorat
Kulla pastorat är ett pastorat i Bjäre-Kulla kontrakt i Lunds stift i Höganäs kommun i Skåne län. 
Pastoratet bildades 2014 genom sammanläggning av pastoraten:
- Väsby pastorat
- Farhult-Jonstorps pastorat

Pastoratet består av följande församlingar:
- Vikens församling
- Väsby församling
- Farhult-Jonstorps församling

Pastoratskod är 071411 (var före 2020 071002)